# Хелга Хафълпаф
Хелга Хафълпаф е литературен герой от поредицата „Хари Потър“ на Джоан Роулинг. Тя е била една от четиримата основатели на училището за магия и вълшебство „Хогуортс“, заедно с Годрик Грифиндор, Роуина Рейвънклоу и Салазар Слидерин. Според Разпределителната шапка, която в началото на всяка нова учебна година в Хогуортс пее своите песни и разпределя първокурсниците в четирите дома на училището, Хелга Хафълпаф е била добра магьосница, дошла от равнините и събрала се с другите трима, с които заедно успели да изградят скритото от мъгълите училище за обучение на младите магьосници.
Хелга Хафълпаф единствена от четиримата основатели нямала претенции какви да са нейните ученици -- чистокръвни, интелигентни или смели. От тях тя очаквала единствено трудолюбие и честност. Затова приемала и съвестно обучавала в своя дом „Хафълпаф“ всички магьосници, отхвърлени от другите трима. За знак на своя дом избрала язовеца като символ на упоритостта и постоянството. Когато Хари Потър е ученик в „Хогуортс“, ръководител на дома „Хафълпаф“ е проф. Помона Спраут.